# Central Sandinista de Trabajadores
La CST Nacional o Central Sandinista de Trabajadores, es una organización sindical que aglutina a confederaciones y federaciones sindicales en Nicaragua. Su actual secretario general es Pedro Ortega Méndez, electo para el periodo 2023-2025, después del fallecimiento de Roberto González Gaitán, anterior secretario general fallecido a los 65 años de edad el 8 de noviembre de 2022. Fue fundada después del triunfo de la Revolución Sandinista de 1979, liderada por el Frente Sandinista de Liberación Nacional (FSLN). La CST está estrechamente vinculada al FSLN; anteriormente estaba afiliada a la Federación Sindical Mundial. Agrupa a sindicatos y federaciones todos afiliados a la Confederación de La Energía (CTRENIC), Confederación Sindical de Trabajadores de Zonas Francas (CST-ZF), Confederación General Pablo Martínez Viquez, Confederación Sindical de Trabajadores Roger Barrantes Estrada (CST-RBE), etcétera.
La CST posteriormente se afilió con la Confederación Internacional de Organizaciones Sindicales Libres, que se disolvió para formar la Confederación Sindical Internacional.